# José Salas Maldonado
José Salas Maldonado (Elx, 15 d'abril de 1958) és un polític valencià, diputat a les Corts Valencianes en la IX i XI legislatures.
És diplomat en Protocol i Relacions Institucionals i treballa en una farmàcia. Militant del Partit Popular de la Comunitat Valenciana (PPCV), ha estat cap de Gabinet de l'Alcalde d'Elx (2011-2015), vicesecretari d'organització de la secció local d'Elx del PPCV i vicesecretari provincial de Comunicació d'Alacant del PPCV. A les eleccions a les Corts Valencianes de 2015 fou elegit diputat. Va recuperar l'acta de diputat el setembre de 2023 en córrer la llista quan moltes de les persones que el precedien renunciaren a l'escó perquè van ocupar càrrecs de responsabilitat en el nou govern de la Generalitat conformat pel PPCV i Vox.